# Fideismo
Il fideismo è l'atteggiamento o la dottrina di chi, constatando discordanza tra fede e ragione, è incline a seguire la prima senza tenere conto della seconda.
Nella teologia cristiana, diversi sistemi di credo che sostengono, su basi diverse, che la ragione è irrilevante per la fede religiosa, sono stati etichettati con il termine fideismo.
La parola viene talvolta usata anche per riferirsi al credo protestante per cui i cristiani sono salvati dalla sola fede (si veda sola fide). Questa posizione viene talvolta chiamata solifidianismo.

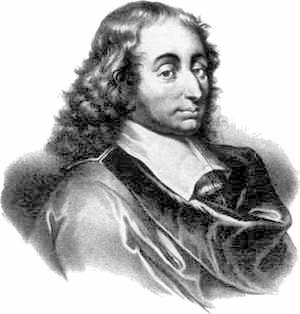
Blaise Pascal credeva che le argomentazioni dirette a favore dell'esistenza di Dio fossero futili, sosteneva invece che la pratica religiosa fosse una buona idea.

Il contrario del fideismo è il razionalismo (ad es. Illuminismo) che ritiene che Dio si possa conoscere con la sola Rivelazione naturale (natura e ragione) e non con la Rivelazione soprannaturale (Sacra Scrittura). 

## La logica del fideismo
Alvin Plantinga definisce il "fideismo" come "l'affidamento fondamentale o esclusivo sulla sola fede, accompagnato da una conseguente denigrazione della ragione ed utilizzato nel perseguimento della verità filosofica o religiosa". I fideisti, quindi, "esortano all'affidamento alla fede, piuttosto che alla ragione, nelle questioni filosofiche e religiose", e possono giungere a disprezzare le affermazioni della ragione. Il fideista ricerca la verità sopra tutto, e afferma che la ragione non può conseguire certi tipi di verità, che devono essere invece accettati solo per fede. La definizione di Plantinga può essere rivista per dire che quello che obiettano i fideisti non è tanto la "ragione" per sé — sembrerebbe eccessivo chiamare Blaise Pascal un anti-razionalista — ma l'evidenzialismo: il concetto che nessun credo può essere sostenuto a meno che non sia supportato dalle prove.
I fideisti notano che le religioni che sono fondate sulla rivelazione invitano i loro credenti a credere in una divinità trascendente, anche se i credenti non possono comprendere pienamente l'oggetto della loro fede. Alcuni fideisti osservano anche che le facoltà razionali umane sono esse stesse inaffidabili, perché l'intera natura umana è stata corrotta dal peccato, e per questo le conclusioni raggiunte dalla ragione umana sono quindi inaffidabili. Le verità affermate per rivelazione divina devono essere credute anche se non trovano supporto nella ragione umana. Il tipo di fideismo che è stato chiamato fideismo naif, trova frequentemente risposte ad argomentazioni anti-religiose; i fideisti si risolvono a sostenere come verità quello che è stato rivelato, anche di fronte a linee di ragionamento contrarie.
Nello specifico, il fideismo insegna che le argomentazioni razionali o scientifiche a favore dell'esistenza di Dio sono fallaci e irrilevanti, e non hanno niente a che fare con la verità della teologia cristiana. La sua argomentazione in essenza è la seguente:
- La teologia cristiana insegna che le persone sono salvate dalla fede nel Dio cristiano (ovvero credono in qualcosa di empiricamente indimostrabile).
- Ma se l'esistenza del Dio cristiano può essere provata, empiricamente o logicamente, allora la fede diventa non necessaria o irrilevante.
- Quindi se la teologia cristiana è vera, non è possibile alcuna prova immediata dell'esistenza del Dio cristiano.

## Il fideismo nella cristianità
Questo tipo di fideismo ha una lunga storia all'interno della cristianità. Può plausibilmente essere visto come una interpretazione della prima lettera ai corinzi, dove Paolo dice:
Poiché, siccome nella sapienza d'Iddio, il mondo colla sapienza propria non ha conosciuto Iddio, piacque a Dio di salvare i credenti colla stoltezza della predicazione... perché la follia d'Iddio è più sapiente degli uomini. (1 Cor. 1:21, 25).
Il confronto fatto da Paolo, della follia del vangelo con la sapienza terrena, può riferirsi a una dichiarazione fatta dallo stesso Gesù nel Vangelo secondo Luca 10:21:
Ti rendo lode, o Padre, Signore del cielo e della terra, perché tu hai nascoste queste cose ai saggi e agli intelligenti e le hai rivelate ai piccoli. Sì, o Padre, perché tale è stato il tuo beneplacito.

### Tertulliano e il fideismo
La frase "Credo quia absurdum" ("Credo perché è assurdo"), attribuita a Tertulliano, viene spesso citata come esempio di tale visione nei Padri della Chiesa, ma ciò appare essere una citazione errata dal De Carne Christi di Tertulliano. Quello che dice in realtà è "... il Figlio di Dio morì; si deve per forza credervi, perché è assurdo."
Questa può essere la dichiarazione di una posizione fideista, ma è anche possibile, e reso in qualche modo plausibile dal contesto, che Tertulliano si stesse semplicemente impegnando in una esagerazione retorica.

### Blaise Pascal e il fideismo
Una forma più sofisticata di fideismo viene assunta dalla Scommessa di Pascal. Blaise Pascal invitava gli scettici a vedere la fede in Dio come una scelta che ha un costo leggero, confrontato alla ricompensa infinita che riceverebbero nel caso che Dio esistesse. Egli non tenta di sostenere che Dio sia reale, solo che sarebbe vantaggioso assumere che ciò sia vero. Nei suoi Pensées, Pascal scrive:
"Chi biasimerà dunque i cristiani di non potere illustrare i motivi della loro fede, proprio loro che professano una religione di cui non possono dare spiegazione? Presentandola al mondo, essi dichiarano che è una stoltezza, stultitiam: e poi vi lamentate che non ne forniscano le prove! Se portassero le prove, non sarebbero di parola.
È nel mancare di prova che essi non mancano di senso." (Pensées, n. 681, in Blaise Pascal, Opere complete, Milano, Bompiani, 2020, p. 2633).
Pascal contesta inoltre le varie prove proposte dell'esistenza di Dio come irrilevanti. Anche se le prove fossero valide, gli esseri che si propongono di dimostrare non sono congrui con la divinità adorata dai credi storici: "Il Dio di Abramo, Isacco, e Giacobbe — non il dio dei filosofi!".

### Hamann e il fideismo
Considerato il padre dell'irrazionalismo moderno, Johann Georg Hamann promosse una visione che elevava la sola fede a unica guida della condotta umana. Usando il lavoro di David Hume egli sostenne che tutto ciò che le persone fanno si basa in ultima analisi sulla fede. Senza fede nell'esistenza di un mondo eterno (che non potrà mai essere provato), le faccende umane non possono continuare, quindi, argomentava, tutti i ragionamenti derivano dalla fede: essa è fondamentale per la condizione umana. Quindi tutti i tentativi di basare il credo in Dio usando la ragione sono vani. Hamann attaccò con virulenza sistemi come lo Spinozismo, che cercano di confinare ciò che egli sente essere l'infinita maestà di Dio, dentro una creazione umana finita. Esiste solo un percorso verso Dio, quello di una fede fanciullesca, non quello della ragione.

### Kierkegaard e il fideismo
Una posizione fideista di questo tipo generale — che l'esistenza di Dio non può essere conosciuta con certezza, e che la decisione di accettare la fede non si fonda su una giustificazione razionale, né ne ha bisogno — si può trovare negli scritti di Søren Kierkegaard e dei suoi seguaci nell'esistenzialismo cristiano. Molte delle opere di Kierkegaard, compresa Timore e tremore, sono state scritte usando pseudonimi; possono rappresentare l'opera di autori fittizi le cui visioni corrispondono a posizioni ipotetiche, non necessariamente quelle sostenute dallo stesso Kierkegaard.
In Timore e tremore, Kierkegaard si concentra sulla volontà da parte di Abramo di sacrificare Isacco. Gli apostoli del Nuovo Testamento sostennero ripetutamente che l'atto di Abramo era un'ammirevole dimostrazione di fede. Agli occhi di un non credente, comunque, deve essere necessariamente apparso come un ingiustificato tentativo di omicidio, forse frutto di una folle illusione. Kierkegaard usò questo esempio per attirare l'attenzione sul problema della fede in generale.

### Il fideismo e l'apologetica presupposizionale
L'apologetica presupposizionale è un sistema cristiano di apologetica associato al Calvinismo. Esso tenta di distinguersi dal fideismo, anche se alcuni possono trovare sfuggente la differenza. L'apologetica presupposizionale sostiene che tutto il pensiero umano debba iniziare con la proposizione che la rivelazione contenuta nella Bibbia sia assiomatica, piuttosto che trascendentalmente necessaria, altrimenti non si sarebbe in grado di trarre alcun senso dall'esperienza umana. Ad un non credente che rigetta la nozione secondo cui la verità su Dio, il mondo e se stesso, può essere trovata nella Bibbia, la teologia cristiana non ha letteralmente niente da dire. Comunque l'apologetica presupposizionale ritiene che questa condizione sia impossibile, sostenendo che tutti credono in Dio, che lo ammettano o meno.
Questo tipo di ragionamento è simile al pensiero di Ludwig Wittgenstein, che insegnava che il linguaggio era un gioco (chiamato gioco del linguaggio), in quanto i diversi tipi di discorso devono essere giudicati secondo un loro proprio insieme di regole e non con quelle di altri tipi, anche se potrebbero avere significative sovrapposizioni dovute a inconsistenze cognitive negli utilizzatori di disparati giochi del linguaggio. Ha inoltre similitudini con l'analisi paradigmatica di Thomas Kuhn (da non confondersi con l'analisi paradigmatica usata nella teoria semantica o in quella musicale). Secondo l'apologetica presupposizionale, la determinazione della verità delle dichiarazioni religiose non può essere determinata direttamente facendo ricorso alle regole che governano le affermazioni logiche o scientifiche, ma solo indirettamente, per mezzo di argomentazioni trascendentali, dove la verità delle dichiarazioni è vista come la condizione necessaria della verità delle regole stesse (e di tutte le altre prove e ragionamenti). Immanuel Kant, P. F. Strawson, Moltke Gram, T. E. Wilkerson, Anthony C. Grayling, Michael Dummett, e Jaakko Hintikka, tra gli altri, hanno discusso le forme trascendentali di pensiero nella letteratura filosofica recente. L'apologetica presupposizionale può essere vista come più strettamente alleata al fondazionalismo che al fideismo, anche se è critica verso entrambi.

## Teologie opposte al fideismo

### Il fideismo rigettato dalla Chiesa Cattolica Romana
Alcune teologie, comunque, rigettano fermamente il fideismo. Il Catechismo della Chiesa Cattolica, che rappresenta la grande considerazione del cattolicesimo romano per il Tomismo, gli insegnamenti di San Tommaso d'Aquino, afferma che è dottrina della Chiesa Cattolica Romana che l'esistenza di Dio possa essere dimostrata per ragionamento. Il razionalismo di Aquino ha radici profonde nella cristianità occidentale; esso risale all'osservazione di Sant'Agostino secondo cui il ruolo della ragione è quello di spiegare più pienamente la fede: fides quærens intellectum, "la fede cerca la comprensione", per usare la sua formula.
La posizione ufficiale del Cattolicesimo Romano è che mentre l'esistenza dell'unico Dio può in effetti essere dimostrata con la ragione, gli uomini possono nondimeno venire illusi dalla loro natura peccatrice fino a negare le pretese della ragione che dimostrano l'esistenza di Dio. Il giuramento antimodernista promulgato da Papa Pio X, richiedeva ai cattolici romani di affermare che:
... Dio, origine e fine di tutte le cose, può essere conosciuto con certezza per illuminazione naturale della ragione, ovvero per l'opera visibile della creazione, come causa dai suoi effetti, e che quindi, la sua esistenza può essere anch'essa dimostrata...
Similarmente il Catechismo della Chiesa Cattolica insegna che:
Anche se la ragione umana è, in senso stretto, realmente capace per suo potere naturale e illuminazione di attenersi ad una vera e certa conoscenza di un Dio personale, che guarda e controlla il mondo con la sua provvidenza, e alla legge naturale scritta nei nostri cuori dal Creatore; eppure ci sono molti ostacoli che impediscono alla ragione di usare efficacemente e produttivamente questa capacità innata. Perché le verità che concernono le relazioni tra Dio e l'uomo trascendono completamente l'ordine visibile delle cose, e, se sono tradotte in azioni umane e le influenzano, richiedono resa e abnegazione. La mente umana, a sua volta, è ostacolata nel conseguimento di tali verità, non solo per l'impatto dei sensi e dell'immaginazione, ma anche da appetiti disordinati che sono conseguenza del peccato originale. Così accade che gli uomini in tali questioni si persuadano facilmente che quello che non gli piace sia vero, sia falso o quanto meno dubbioso.
Anche Papa Giovanni Paolo II, nell'enciclica Fides et Ratio, afferma che l'esistenza di Dio sia in realtà dimostrabile con la ragione, e che i tentativi di ragionare diversamente siano risultato del peccato. Nell'enciclica, Giovanni Paolo II avvertiva contro "una risorgenza del fideismo, che non riconosce l'importanza della conoscenza razionale e del discorso filosofico per la comprensione della fede, e addirittura per la possibilità stessa di credere in Dio".
Storicamente, sono esistite diverse correnti fideiste nell'orbita del cattolicesimo romano. Il tradizionalismo cattolico, esemplificato nel XIX secolo da Joseph de Maistre, enfatizzava la fede nella tradizione come mezzo di rivelazione divina. Le pretese della ragione sono molteplici, e diverse persone hanno argomentato razionalmente a favore di diverse cose contraddittorie: in questo ambiente, il corso d'azione più sicuro è di restare veri alla fede che è stata preservata attraverso la tradizione, e di risolversi ad accettare quello che la Chiesa ha storicamente insegnato. Nel saggio Du pape ("Sul Papa"), de Maistre sostiene che fu storicamente inevitabile che tutte le chiese protestanti avrebbero infine cercato rifugio e riunificazione nella Chiesa Cattolica Romana: la scienza era la grande minaccia, minacciava tutta la fede religiosa, e "nessuna religione può resistere alla scienza, eccetto una".

### L'argomento cristologico nel protestantesimo
Similarmente, una tradizione di dibattito rintracciabile tra alcuni fondamentalisti protestanti, oltre che cattolici, sostiene che il rispetto di Gesù come maestro e saggio è logicamente contraddittorio, se non lo si accetta anche come Dio. Questa è nota come argomentazione del Signore, bugiardo o lunatico: o Gesù era un folle o un ciarlatano, o era davvero il Messia e Figlio di Dio. (Si veda, argomentazione cristologica).
Il problema di questa argomentazione è che essa presenta una falsa dicotomia. Gesù può aver avuto cose importanti da insegnare e saggezza da dare, anche se è in errore, ironico, o mal citato circa la sua relazione con Dio. Non c'è bisogno di avere ragione su tutto per aver ragione su qualcosa. Secondo questa linea di pensiero, l'insegnamento può essere vero indipendentemente dalla condotta dell'insegnante. Comunque, i sostenitori di questa argomentazione negano che si tratti di una falsa dicotomia appellandosi all'umanità, sostenendo che Cristo, in quanto persona, non avrebbe potuto morire per insegnamenti che sapeva falsi. Inoltre, egli non avrebbe fatto affermazioni ridicole sulla sua divinità assieme a insegnamenti altrimenti ragionevoli. Egli non sarebbe morto per tutte queste cose se lui stesso non vi avesse creduto fermamente. Ma se si fosse così sinceramente autoingannato a tale livello, allora sarebbe tra i peggiori maestri di sempre, neanche degno di tale etichetta.
Questa argomentazione non si prefigge di dimostrare la divinità di Cristo, ma piuttosto, di smantellare l'argomentazione secondo cui era semplicemente un bravo maestro, appellandosi ai resoconti su di lui presenti nella Bibbia.

## Il fideismo nell'Islam
Mentre la centralità delle questioni di fede e del ruolo della fede nella salvezza rende questo tipo di fideismo una questione importante per la cristianità, esso può esistere anche in altre religioni rivelate. Nell'Islam, il teologo Ghazali assume una posizione simile al fideismo di Tertulliano nel suo Talafut al-falasafa, l'"Incoerenza dei filosofi". Quando le pretese della ragione entrano in conflitto con la rivelazione, la ragione deve cederle il passo. Questa posizione traeva una risposta da Averroè, la cui posizione fu più influente nel tomismo e in altri pensieri cristiani medioevali, di quanto non lo fu nel mondo islamico. La posizione di Ghazali, di assoluta autorità e finalità della rivelazione divina, divenne il modello dell'esegesi musulmana ortodossa.
L'esistenza di altre religioni pone una questione più fondamentale ai fideisti—anche se la fede è l'unica via per conoscere la verità di Dio, come possiamo sapere in quale Dio avere fede?